# Tổng công ty Dầu khí Hải dương Trung Quốc
Tổng công ty Dầu khí Ngoài Khơi Trung Quốc (tiếng Trung: 中国海洋石油总公司; bính âm: Zhōngguó Háiyáng Shíyóu Zǒnggōngsī, tiếng Anh: China National Offshore Oil Corporation - CNOOC) là một công ty dầu khí quốc gia của Trung Quốc. CNOOC chuyên tìm kiếm và khai thác dầu mỏ và khí thiên nhiên ngoài khơi Trung Quốc. CNOOC có số vốn đăng ký là 50 tỉ nhân dân tệ và tạo công ăn việc làm cho hơn 98.750 người.
Ủy ban Giám sát và Quản trị Tài sản nhà nước của Quốc vụ viện đại diện Quốc vụ viện nắm quyền và nghĩa vụ cổ đông của CNOOC. Công ty con CNOOC Limited có niêm yết tại Sở giao dịch Hồng Kông. Công ty con China Oilfield Services niêm yết ở cả Sở giao dịch Hồng Kông và Sở giao dịch chứng khoán New York.

## Tranh cãi

### Giàn khoan HD-981
Ngày 2 tháng 5 năm 2014, giàn khoan dầu cỡ lớn của CNOOC được đưa vào khu vực biển mà Trung Quốc cho là thuộc quần đảo Hoàng Sa đang do họ kiểm soát còn Việt Nam cho là thuộc vùng đặc quyền kinh tế của mình. Sự việc này đưa đến một số va chạm giữa các tàu cảnh sát biển và kiểm ngư Việt Nam với tàu Trung Quốc khi Việt Nam cố tìm cách ngăn các tàu Trung Quốc bảo vệ giàn khoan.